# Astounding
Astounding, ursprünglich Astounding Stories of Super-Science, ist ein monatlich erscheinendes US-amerikanisches Science-Fiction-Magazin, das zum ersten Mal im Januar 1930 als Pulp-Magazin erschien und nach einigen Namenswechseln bis heute unter dem Namen Analog Science Fiction and Fact herausgegeben wird. Es ist damit das langlebigste und ohne eine Unterbrechung erscheinende Science-Fiction-Magazin in den Vereinigten Staaten. Bei Fans des Genres ist es als ASF bekannt.

## Herausgeber
Während der ersten Jahre seines Bestehens wurde das Magazin von Harry Bates (1930–1933) und F. Orlin Tremaine (1933–1938) herausgegeben. Im Jahr 1938 übernahm John W. Campbell jr. Astounding und blieb bis zu seinem Tod 1971 dessen Herausgeber. Er änderte den Namen 1938 in Astounding Science Fiction und noch einmal 1960 in Analog Science Fact and Fiction, da ihm der alte zu reißerisch erschien. Nach ihm folgten Ben Bova (1972–1978) und darauf 1978 Stanley Schmidt, der diese Position bis heute innehat. Er gab im November 1992 dem Magazin seinen heutigen Namen Analog Science Fiction and Fact.

## Das „Goldene Zeitalter“
Mit der Übernahme durch John W. Campbell änderte sich die Art der Geschichten, die in Astounding erschienen. Zwar gab es immer noch Stories, in denen technische Gimmicks und Gadgets sowie Action im Vordergrund standen, aber Campbell hielt seine Autoren dazu an, auch darüber zu schreiben und nachzudenken, wie sich die zukünftige Technik auf das Leben der Menschheit auswirken würde.
Campbell formulierte dazu ein Manifest für Astounding, nach dem die Science-Fiction die literarische Form eines naturwissenschaftlichen Labors darstellen sollte und die Ergebnisse der Forschung in Beziehung zum Menschen und seiner Umwelt gesetzt werden sollten.
Diese neue Art der Science-Fiction, die in Astounding erschien, machte das Magazin schnell führend auf dem Markt der SF-Magazine. Viele Autoren, die zunächst für andere Magazine geschrieben hatten, wechselten zu Astounding. Zudem gab Campbell vielen neuen Autoren eine Chance. Mit diesen Änderungen leitete Astounding, und damit Campbell das sogenannte „Goldene Zeitalter“ der Science-Fiction ein.
Alva Rogers zufolge war die Juli-Ausgabe des Jahres 1939 der „… erste echte Vorbote von Astoundings Goldenem Zeitalter.“ In dieser Ausgabe erschien A. E. van Vogts Story Black Destroyer.
Im Jahr 1939 erschienen zum ersten Mal Geschichten von Theodore Sturgeon, Robert A. Heinlein und Isaac Asimov. Die drei Gesetze der Robotik, die Asimov in Zusammenarbeit mit Campbell formuliert hatte, wurden erstmals in einer Astounding-Ausgabe beschrieben, und auch Arthur C. Clarkes erste Kurzgeschichte erschien 1946 in Astounding.
Campbell, der sehr an Atomphysik interessiert war, veröffentlichte im Jahr 1944 eine Geschichte von Cleve Cartmill mit dem Titel Deadline. Kurze Zeit später erschienen Agenten des militärischen Geheimdienstes in Campbells Büroräumen, da in Deadline die Entwicklung einer Atombombe geschildert wird, die fatale Ähnlichkeit mit dem Manhattan-Projekt hatte. Cartmill hatte jedoch nur alle frei verfügbaren Informationen zu einer Geschichte verdichtet.
In den 1950er Jahren entwickelte sich Astounding immer mehr zu einem Magazin, das die Beherrschung der Umwelt durch die Technik predigte. Viele Leser und Autoren (u. a. James White und Brian Aldiss) sahen darin den Niedergang des Magazins.

## Deutsche Sammelbände
Der erste deutsche Auswahlband an Geschichten aus Astounding erschien 1964 im Heyne Verlag unter dem Titel 8 Science Fiction-Stories als Band 8 der Reihe Heyne-Anthologien; es handelte sich dabei um die Übersetzung des (um vier Geschichten gekürzten) von Martin Greenberg 1951 herausgegebenen Sammelbandes Journey to Infinity (bei dem es sich wiederum um den 3. Band der US-amerikanischen Anthologienreihe Adventures in Science Fiction handelte), der einige Astounding-Stories der 40er Jahre versammelte.
1971 veröffentlichte Wolfgang Jeschke eine erste, speziell in der BRD zusammengestellte kleine Auswahlsammlung an längeren Analog-Stories der 60er Jahre in kleiner Auflage unter dem Titel Planetoidenfänger im Lichtenberg Verlag (2., größere Auflage 1973 bei Heyne).
Von 1981 bis 1984 erschien im Pabel-Moewig Verlag eine achtbändige Analog-Reihe auf Deutsch im Taschenbuch mit damals aktuellen Stories aus dem amerikanischen Analog.